# Imanol Uribe
Imanol Uribe Bilbao (San Salvador, El Salvador, 28 de febrero de 1950) es un director y productor cinematográfico español.

## Biografía
Nació en San Salvador (El Salvador), donde sus padres, naturales de Guernica, Vizcaya, estaban trabajando. Comenzó sus estudios en la Escuela Oficial de Periodismo de Madrid y obtuvo el título de Director en la Escuela de Cinematografía de Madrid. En 1975 funda la productora Zeppo Films, en 1979 la productora Cobra Films y posteriormente Aiete Films. El tema predominante de sus películas es la situación sociopolítica del País Vasco, algo que se refleja en películas como El proceso de Burgos, La fuga de Segovia, La muerte de Mikel o Días contados. También ha tocado otros temas: el racismo en Bwana, el mundo de las brujas en La luna negra o el histórico en El rey pasmado. Aparte de la dirección también ha ejercido de productor, como en Secretos del corazón.
En su larga carrera, ha recibido numerosos premios. Entre otros, la Concha de Oro en San Sebastián por Días Contados; ocho premios Goya por Días Contados y otros siete premios Goya por El rey pasmado (basada en la novela de Gonzalo Torrente Ballester, Crónica del rey pasmado).
Estuvo casado con Ana Gutiérrez y tuvo una hija. Años más tarde compartió su vida con la actriz María Barranco hasta 2004 y tienen una hija.

## Premios y distinciones
Festival Internacional de Cine de San Sebastián
| Año  | Categoría                                                        | Película             | Resultado |
| ---- | ---------------------------------------------------------------- | -------------------- | --------- |
| 1979 | Premio Perla del Cantábrico a la mejor película de habla hispana | El proceso de Burgos | Ganador   |
| 1994 | Concha de Oro                                                    | Días contados        | Ganador   |
| 1996 | Concha de Oro                                                    | Bwana                | Ganador   |
| 2009 | Premio Zinemira                                                  |                      | Ganador   |

Medallas del Círculo de Escritores Cinematográficos
| Año  | Categoría      | Película      | Resultado |
| ---- | -------------- | ------------- | --------- |
| 1991 | Mejor director | La luna negra | Ganador   |

Festival Internacional de Cine de Huesca
| Año  | Categoría               | Resultado |
| ---- | ----------------------- | --------- |
| 1994 | Premio Ciudad de Huesca | Ganador   |

- Goya al Mejor Director en la edición de 1994.
- Mikeldi de honor en ZINEBI en la edición 63 del 2021[7]

## Filmografía
| Año  | Película             |
| ---- | -------------------- |
| 1979 | El proceso de Burgos |
| 1981 | La fuga de Segovia   |
| 1983 | La muerte de Mikel   |
| 1986 | Adiós pequeña        |
| 1989 | La luna negra        |
| 1991 | El rey pasmado       |
| 1994 | Días contados        |
| 1996 | Bwana                |
| 1998 | Extraños             |
| 2000 | Plenilunio           |
| 2002 | El viaje de Carol    |
| 2007 | La carta esférica    |
| 2012 | Miel de naranjas     |
| 2015 | Lejos del mar        |
| 2022 | Llegaron de noche    |